# 꽃지
"꽃지"(Kkot-ji)는 김원두 감독의 영화이다. 자신의 다섯살짜리 친딸인 김꽃지양을 영화 주연으로 등장시켜 화제가 된 작품이기도 하다. 1986년 제8회 시나리오 창작상에서 대상을 수상하였고, 제 31회 아시아 태평양 영화제에서 아역상을 수상하기도 하였다. 꽃지는 유괴당한 다섯살짜리 미혼모의 딸의 탈출을 그린 작품인데, 그러나 제작당시 공연윤리위원회(현 영상물등급위원회)에서 어린이 유괴가 소재가 되었다는 이유로 미성년자관람불가 등급 판정에 반발해 한때 개봉을 미루었다가 5년만인 1990년, 재심의 받은 끝에 연소자관람가 등급을 받고 89분으로 편집, 1990년 3월 31일 개봉하여 730명의 관객을 기록하였다.

## 출연
- 김꽃지 : 꽃지 역
- 정희 : 꽃지엄마 역
- 김명곤 : 동진 역
- 천은경 : 진아 역
- 양택조 : 형사 역
- 문정임 : 파출부 역
- 홍성희 : 엄마친구 역
- 고창희 : 엄마친구 역
- 전현숙 : 엄마친구 역
- 김수연 : 수연 역
- 송봉상 : 산골마을 소년 역
- 윤희정 : 수연엄마 역
- 이정희 : 유치원선생님 역
- 전소양 : 주인아줌마 역

## 제작진
- 각본,감독 : 김원두
- 제작 : 김원두
- 조감독 : 김경식, 정수문
- 촬영 : 신옥현
- 조명 : 강상용
- 분장 : 이경여
- 음악 : 정성조
- 녹음 : 소원종, 김경일
- 편집 : 김희수
- 기획 : 김원래
- 색보정 : 김광운
- 원화편집 : 이도원, 고인표
- 현장진행 : 최희일

## 줄거리
술집의 호스테스와 대양무역 김사장의 불장난으로 태어난 꽃지는 올해 5살로 엄마와 살고 있다. 유난히 똑똑한 꽃지는 혼자 집을 보며 인형을 갖고 놀기도 하고, 텔레비전을 보기도 하지만, 부모님이 다 계신 다른 친구들을 부러워한다. 어느날 꽃지는 집으로 오던 길에 아빠를 만나러 가자는 어떤 아줌마를 따라간다. 꽃지의 집안사정을 아는 진아가 유흥비를 마련하기 위해 친구들과 함께 꾸민 일이다. 꽃지의 엄마를 짝사랑하던 동진은 꽃지를 미끼로 김사장에게서 돈을 뜯어내려 하나 일은 뜻대로 되지 않는다. 급기야 동진은 뜻하지 않게 김사장을 칼로 찌르고, 당황한 이들은 꽃지를 산으로 데려간다. 의견일치를 못보고 다투는 진아와 동진 사이에서 본능적인 위기감을 느낀 꽃지는 도망을 서두르고, 꽃지의 청순하고 깨끗한 마음에 감동한 동진은 결국 꽃지를 엄마품으로 돌려보낸다.

## 기타
- 제8회 시나리오 창작상 (1986) 대상 수상작
- 제31회 아시아 태평양 영화제(1986) 아역상 수상